# Ksamil-Inseln
Die Ksamil-Inseln (albanisch Ishujt e Ksamilit oder Ishujt e Tetranisit) sind vier kleine, an der Südküste Albaniens dem Badeort Ksamil vorgelagerte Felsinseln. Die beiden äußeren Inseln sind durch einen schmalen Sandstreifen miteinander verbunden, weshalb in der Literatur zum Teil nur drei Inseln gezählt werden. Die Inseln liegen in der Bucht von Ksamil in der Straße von Korfu.
Die Inseln haben zusammen eine Fläche von rund neun Hektar. Sie sind siebeneinhalb bis 15 Meter hoch. Für die einzelnen Inseln sind keine Namen überliefert. Die vier Inseln bilden zusammen ein Rechteck, wobei die zwei westlichen Inseln etwa 250 Meter von den beiden östlichen entfernt liegen. Letztere liegen direkt an der Küste und sind nur rund 60 respektive 100 Meter vom Ufer entfernt. Die beiden westlichen Inseln liegen sind etwas mehr als 350 respektive 500 Meter vom Ufer entfernt. Die beiden weiter entfernten Inseln sind bei Niedrigwasser über einen schmalen Sandstreifen miteinander verbunden. Die nordöstliche Insel ist mit Abstand die größte. Sie ist rund 280 Meter lang und bis zu 160 Meter breit. Die südöstliche Insel ist am kleinsten und ist rund 100 Meter lang und 65 Meter breit. Die beiden westlichen Inseln sind langgezogener, rund 150 respektive 200 Meter lang, aber nur rund 75 Meter breit.
Die Ksamil-Inseln oder zumindest zwei der Inseln sind ein nationales Naturdenkmal. Das Schutzgebiet umfasst 15 Hektar, wovon zehn Hektar Wasser sind. Die felsigen Inseln sind mit einer typischen mediterranen Vegetation bedeckt, bestehend aus Steineiche (Quercus ilex), Schwarz-Erle (Alnus glutinosa), Ulme (Ulmus campestris), Lorbeer (Laurus nobilis) und Myrte (Myrtus communis). Im Meer findet sich das Seegras Halophila stipulacea und die Steckmuschel (Pinna nobilis).
Die Inseln sind nicht erschlossen und nur per Boot erreichbar. Jedoch sind in den letzten Jahren kleine Strandbars entstanden, die später wieder gesprengt wurden. Durch den Tourismus wird das Schutzgebiet bedroht, die illegalen Bebauungen führten zu Erosion und ein Brand hat einen Teil einer Insel zerstört. Mit Unterstützung der Europäischen Union hat eine lokale Naturschutzorganisation im Winter 2016/17 an der Begrünung und Rehabilitierung der Inseln gearbeitet.
Die Strände von Ksamil mit den in der Bucht vorgelagerten Inseln und dem glasklaren, türkisen Wasser gehören zu den größten touristischen Anziehungspunkten der Region.

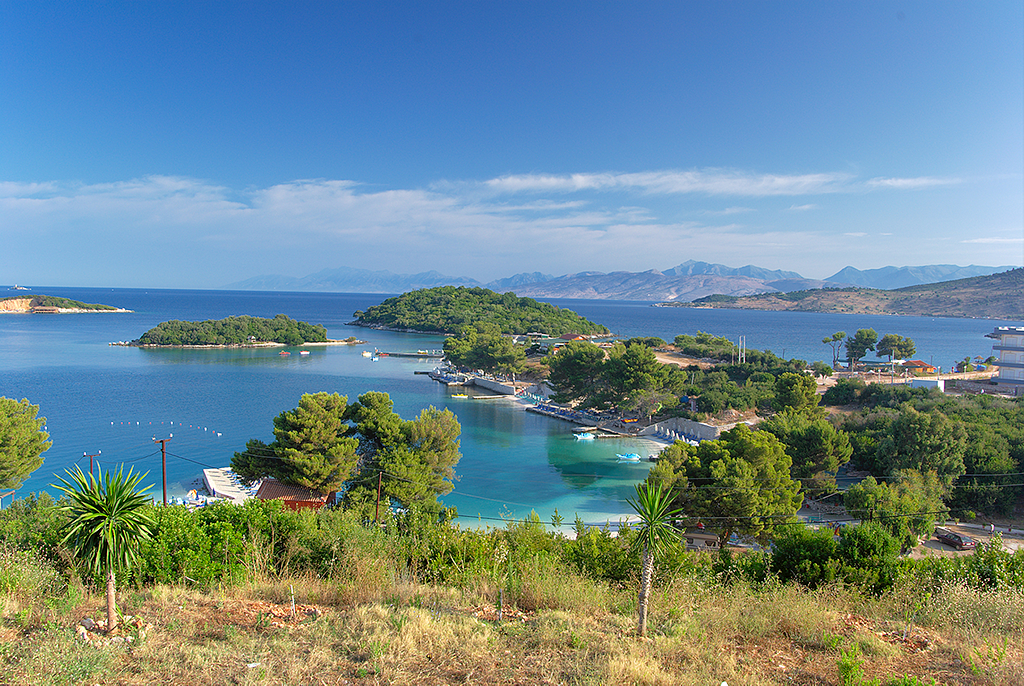
Bucht von Ksamil mit Festland im Vordergrund und drei Inseln im Hintergrund
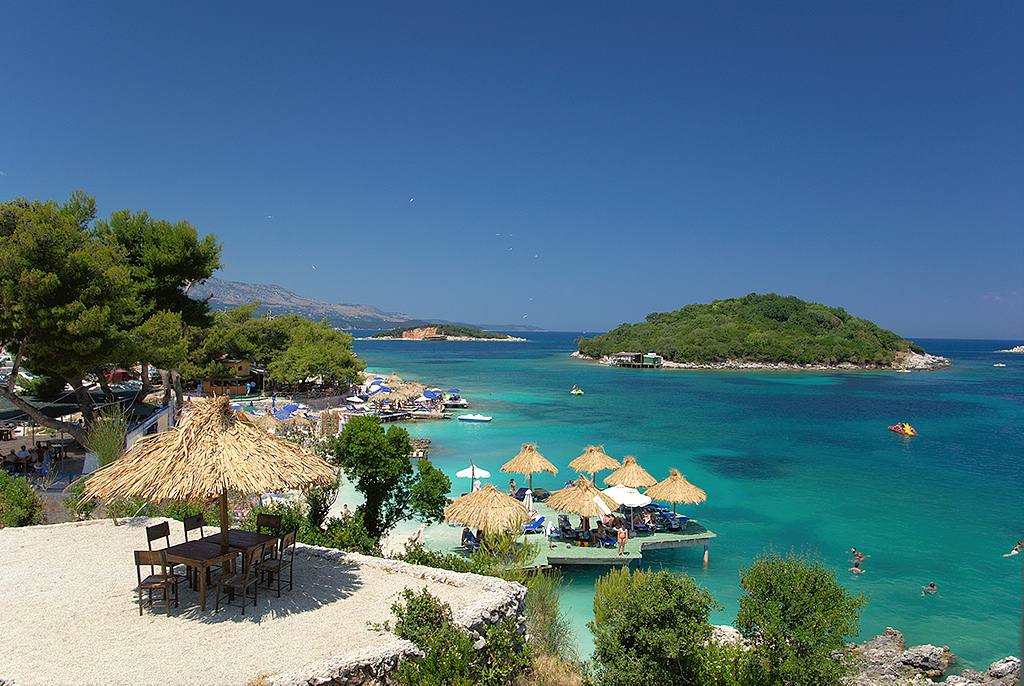
Die beiden nördlichen Inseln vom Festland gesehen
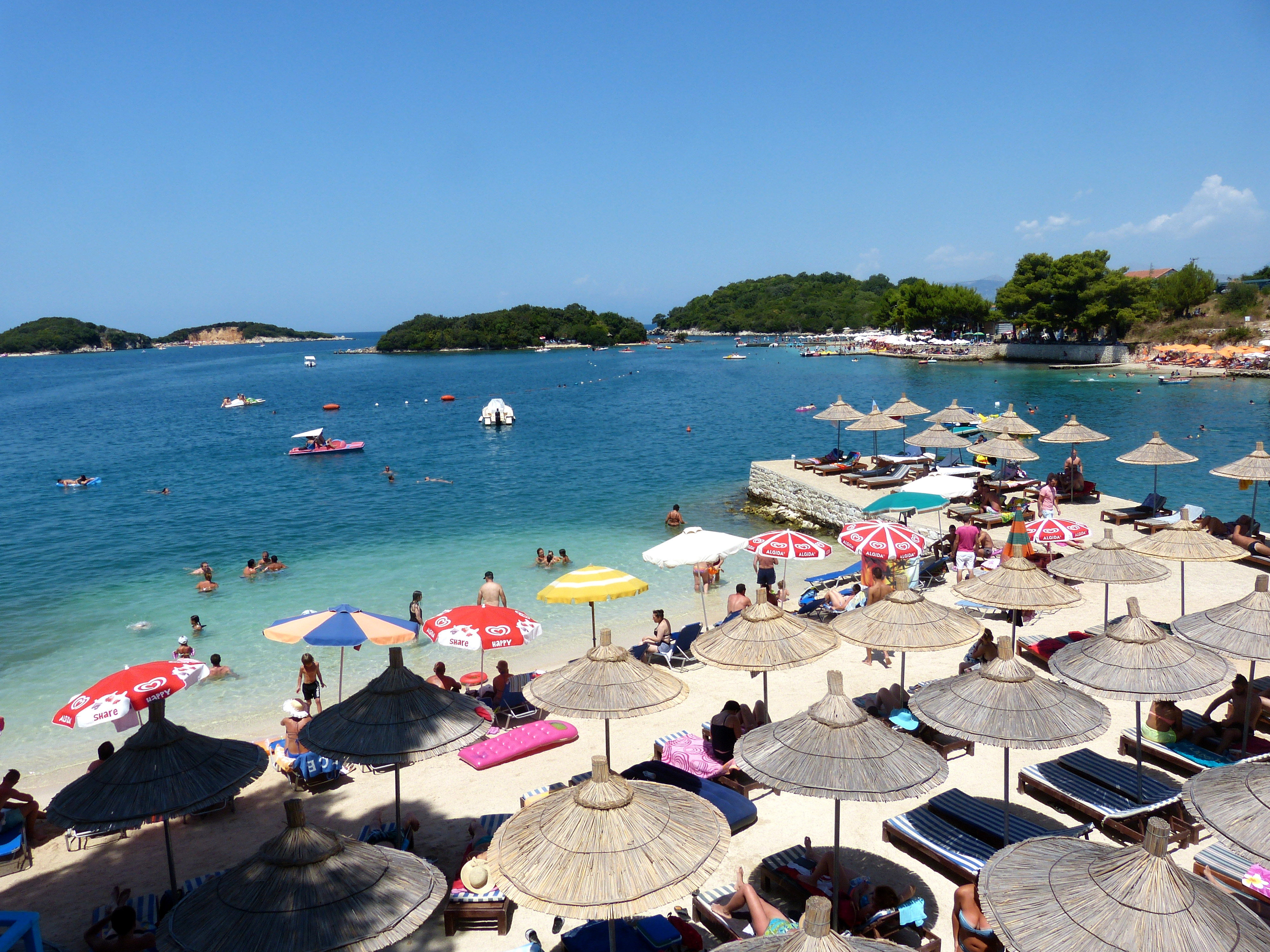
Die vier Inseln vom Strand gesehen: links die beiden westlichen, in der Mitte die östlichen
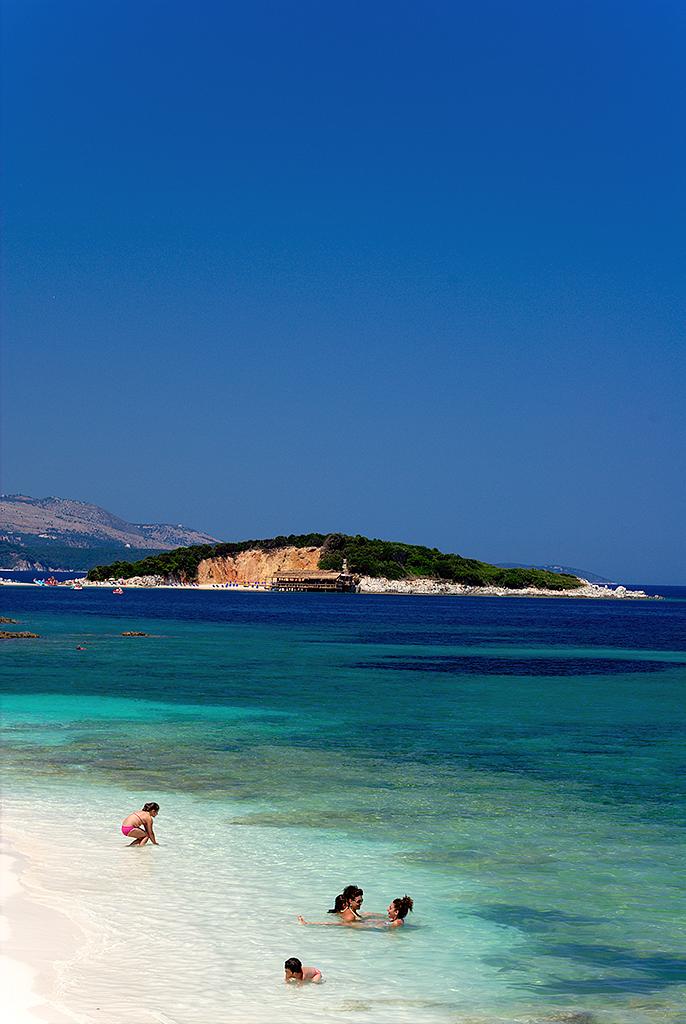
Die am weitesten entfernte, nordwestliche Insel